# Laufschrift (Zeitschrift)
Laufschrift. Magazin für Literatur war eine deutsche Literaturzeitschrift. Sie wurde 1995 von Martin Langanke und Martin Droschke gegründet. Über mehrere Jahre hinweg wurde das Magazin herausgegeben von Martin Droschke, Martin Langanke und Jutta Weber, die auch die Grafik der Hefte prägte.
Die Hefte 1 bis 8 waren Themenhefte, ab Heft 9 enthielten die Ausgaben ein Dossier zu einem bestimmten Thema oder einem bestimmten Autor (beispielsweise Heft 9 zu Juan Gelman) und einen allgemeinen Teil. Vorwiegend wurden noch unbekannte Autoren vorgestellt, teils aus der fränkischen Region, teils weit darüber hinaus greifend, was sich durch Dossiers zur „Sorbischen Literatur“ (Nr. 14) und zur „Jungen Venezolanischen Poesie“ (Nr. 12) belegt wird.
Beiträge lieferten unter anderem:
- Mirko Bonné
- Nora-Eugenie Gomringer
- René Hamann
- Guy Helminger
- Christian Lehnert
- Tom Schulz
- Armin Senser
- Jan Wagner

Neben der Zeitschrift erschienen in der Edition Laufschrift insgesamt zehn Einzelpublikationen mit Erzählungen, Gedichtsammlungen und Anthologien.
2008 wurde das Erscheinen eingestellt.
Nachfolger (mit veränderter Redaktion) soll die erstmals Frühjahr 2009 erscheinende Zeitschrift Blumenfresser sein.